# 绿叶甘橿
绿叶甘橿（学名：Lindera neesiana），为樟科山胡椒属下的一个种。